# Giải vô địch bóng đá U-20 Đông Nam Á 2006
Giải vô địch bóng đá U-20 Đông Nam Á 2006 (AFF U-20 YOUTH CHAMPIONSHIP 2006) được tổ chức tại Kuantan, Malaysia, diễn ra từ ngày 13 tháng 9 đến ngày 17 tháng 9 năm 2006 do Liên đoàn bóng đá Đông Nam Á tổ chức. Tất cả các trận đấu diễn ra ở sân vận động Darul Makmur, Kuantan, Malaysia. Tất cả có 4 quốc gia tham dự gồm Úc, Malaysia, Thái Lan và Việt Nam. Bốn đội đấu vòng tròn một lượt tính điểm.

## Lịch thi đấu và kết quả
| Đội tuyển | số trận | thắng | hoà | thua | bàn thắng | bàn thua | điểm |
| --------- | ------- | ----- | --- | ---- | --------- | -------- | ---- |
| Úc        | 3       | 3     | 0   | 0    | 8         | 0        | 9    |
| Malaysia  | 3       | 1     | 1   | 1    | 4         | 4        | 4    |
| Thái Lan  | 3       | 1     | 0   | 2    | 3         | 6        | 3    |
| Việt Nam  | 3       | 0     | 1   | 2    | 3         | 8        | 1    |

| Thái Lan | 0–3 | Úc                                                     |
| -------- | --- | ------------------------------------------------------ |
|          |     | Bruce Djite 1' · James Downey 79' · Nathan Burns 90+2' |

| Malaysia                                        | 2–2 | Việt Nam                 |
| ----------------------------------------------- | --- | ------------------------ |
| Abdul Manaf Mamat 66' · Ahmad Fakri Saarani 79' |     | Huỳnh Phúc Hiệp 17', 48' |

| Úc                                                                         | 4–0 | Việt Nam |
| -------------------------------------------------------------------------- | --- | -------- |
| Evan Berger 10' · Troy Hearfield 48' · Nathan Burns 53' · Tarek Elrich 76' |     |          |

| Thái Lan | 1–2 | Malaysia |
| -------- | --- | -------- |
|          |     |          |

| Việt Nam            | 1–2      | Thái Lan                 |
| ------------------- | -------- | ------------------------ |
| Nguyễn Văn Khải 60' | Chi tiết | Suttinun Phukhom 3', 58' |

| Malaysia | 0–1      | Úc                |
| -------- | -------- | ----------------- |
|          | Chi tiết | Dario Vidosic 29' |

## Đội vô địch
| Vô địch cúp bóng đá U20 Đông Nam Á 2006 Úc Lần đầu tiên |

## Danh sách ghi bàn
2 bàn
- Nathan Burns
- Suttinun Phukhom
- Huỳnh Phúc Hiệp

1 bàn
- Dario Vidosic
- Bruce Djite
- James Downey
- Evan Berger
- Troy Hearfield
- Tarek Elrich
- Abdul Manaf Mamat
- Ahmad Fakri Saarani
- Nguyễn Văn Khải